# 邓建伟
邓建伟（1963年10月—），男，中國共產黨員、中華人民共和國政治人物，曾任職於中國公安系統、中央人民政府駐香港特別行政區維護國家安全公署。

## 生平
邓氏先後擔任广东省公安厅新闻宣传处处长、广东省公安厅禁毒局局长、佛山市人民政府副市长、佛山市公安局局長、中共佛山市委常委、市委政法委书记。曾負責偵破蔡东家案件，其後任職中华人民共和国中央人民政府驻香港特别行政区维护国家安全公署局长。